# Ligne 82 du tramway de Bruxelles
La ligne 82 du tramway de Bruxelles est une ligne de tramway créée le 4 décembre 1993, qui relie Berchem Station et Drogenbos Château. Avant le 2 juillet 2007, elle reliait Berchem et le square Montgomery, elle fut ensuite modifiée vers son trajet actuel dans le cadre de la restructuration du réseau de la STIB.

## Histoire
Créée le 4 décembre 1993 pour succéder à l'ancienne ligne 58 des tramways de Bruxelles.
Le 1er septembre 1999, la ligne est déviée entre les gares de Bruxelles-Midi et Bruxelles-Ouest par le boulevard du Midi et la chaussée de Ninove, l'ancien tracé par la place Bara, l'avenue Clemenceau et les rues Ropsy Chaudron, Léon Delacroix et Nicolas Doyen reste desservi par quelques services partiels. Ces services partiels sont repris en  mars 2000 par une nouvelle ligne sous l'indice 83.
Le 2 juillet 2007, la ligne abandonne la desserte de la section Bruxelles-Midi - Woluwe-Saint-Pierre Square Maréchal Montgomery (toujours desservie par la ligne 81), elle est déviée depuis la gare du Midi vers le Château Calmeyn à Drogenbos en remplacement de la ligne 52 supprimée. Quant à la partie Nord du tram 52, elle est reprise par la nouvelle ligne CHRONO 4.

## Tracé et stations

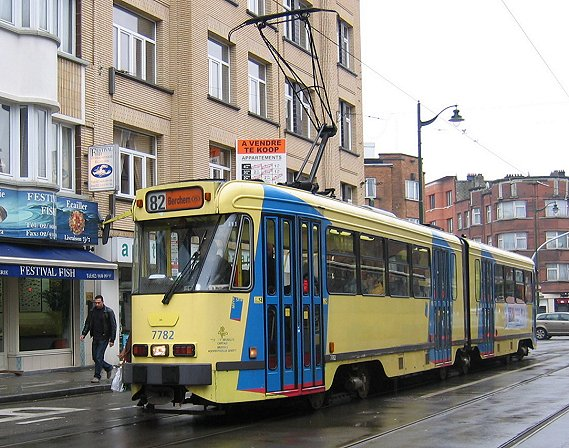
La PCC 7782 à l'époque où la ligne était encore orange.

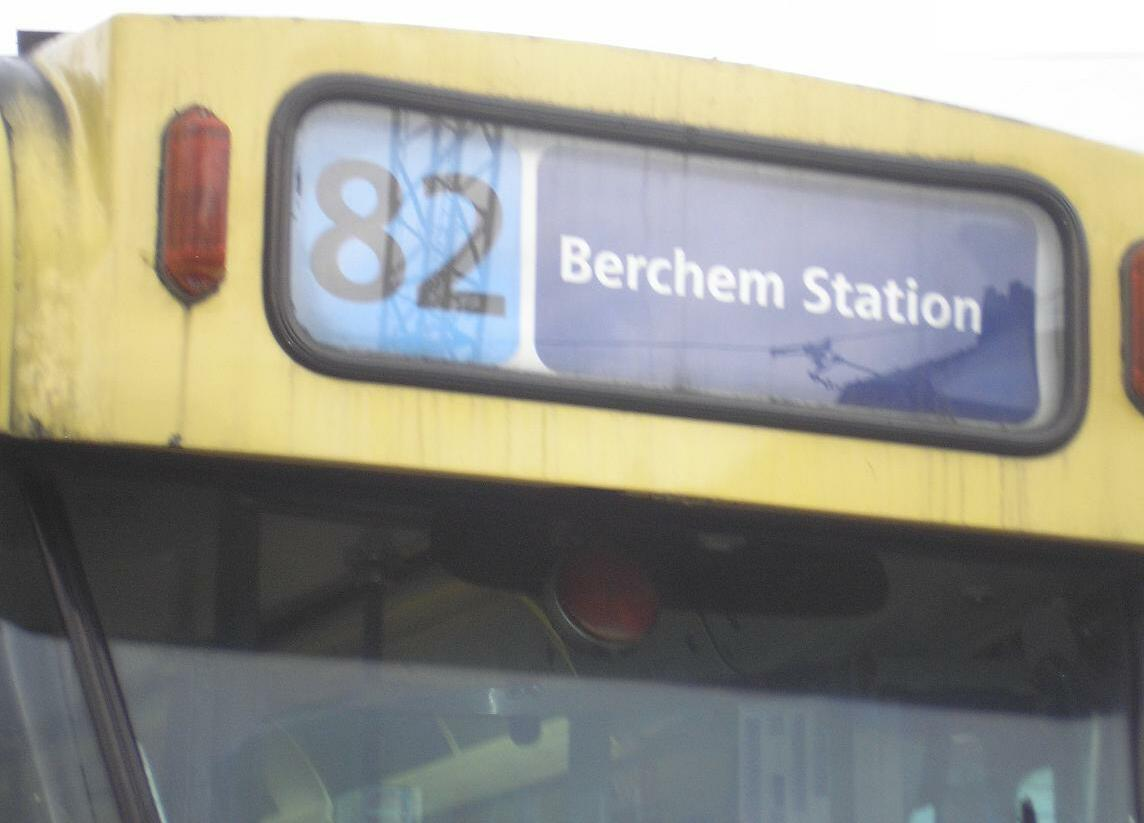
La couleur du 82 qui jadis était orange, est maintenant bleu clair.

La ligne part de Berchem Station. Les trams empruntent la chaussée de Gand, desservent Berchem-Shopping, Alcyons, traversent la place Schweitzer (en correspondance avec la ligne de tram 19), passent le long du cimetière de Molenbeek-Saint-Jean et desservent le Karreveld. Ils bifurquent ensuite vers le sud sur l'avenue Brigade Piron, afin de traverser la place Mennekens, puis descendent vers l'avenue Joseph Baeck et desservent la Gare de l'Ouest (en correspondance avec les lignes de métro 1, 2, 5 et 6). À présent sur la chaussée de Ninove, les trams passent par la place de la Duchesse de Brabant, puis la place du Triangle. Arrivés à la porte de Ninove, ils rejoignent les trams de la ligne 51, descendent vers le sud-est sur le boulevard de l'Abattoir, traversent la porte d'Anderlecht et continuent sur le boulevard du Midi. Ensuite, les trams 82 utilisent la trémie à ciel ouvert menant à la station Lemonnier, dans laquelle ils croisent les lignes de l'Axe Nord-Sud 3 et 4. Une fois engouffrés dans le tunnel Constitution, les trams 82 se séparent des trams de la ligne 51, puis débouchent dans la station extérieure de la Gare du Midi dite « rue Couverte » (en correspondance avec les lignes de métro 2 et 6, et les lignes de tram 3, 4 et 51), où ils rejoignent la petite ceinture et la ligne 81. Une fois sortis de la rue Couverte, les trams descendent vers le sud en prenant l'avenue Fonsny et se séparent de la ligne 81 après la station Avenue du Roi. Ils desservent ensuite le Wiels, à partir duquel les trams de la ligne 97 viennent renforcer la desserte, empruntent l'avenue Van Volxem et bifurquent vers la droite après Zaman. Les trams prennent ensuite la chaussée de Bruxelles, desservent la place Saint-Denis située à proximité des gares de Forest-Midi et de Forest-Est. Les trams sont maintenant sur la chaussée de Neerstalle jusqu'au Carrefour Stalle où ils recroisent les 4 mais se séparent des 97. Enfin, les trams 82 prendront successivement les rues de l'Étoile, de l'Église et la Grand'Route afin d'arriver au terminus Drogenbos Château, situé à proximité du terminus du 51 (Van Haelen).

### Les stations

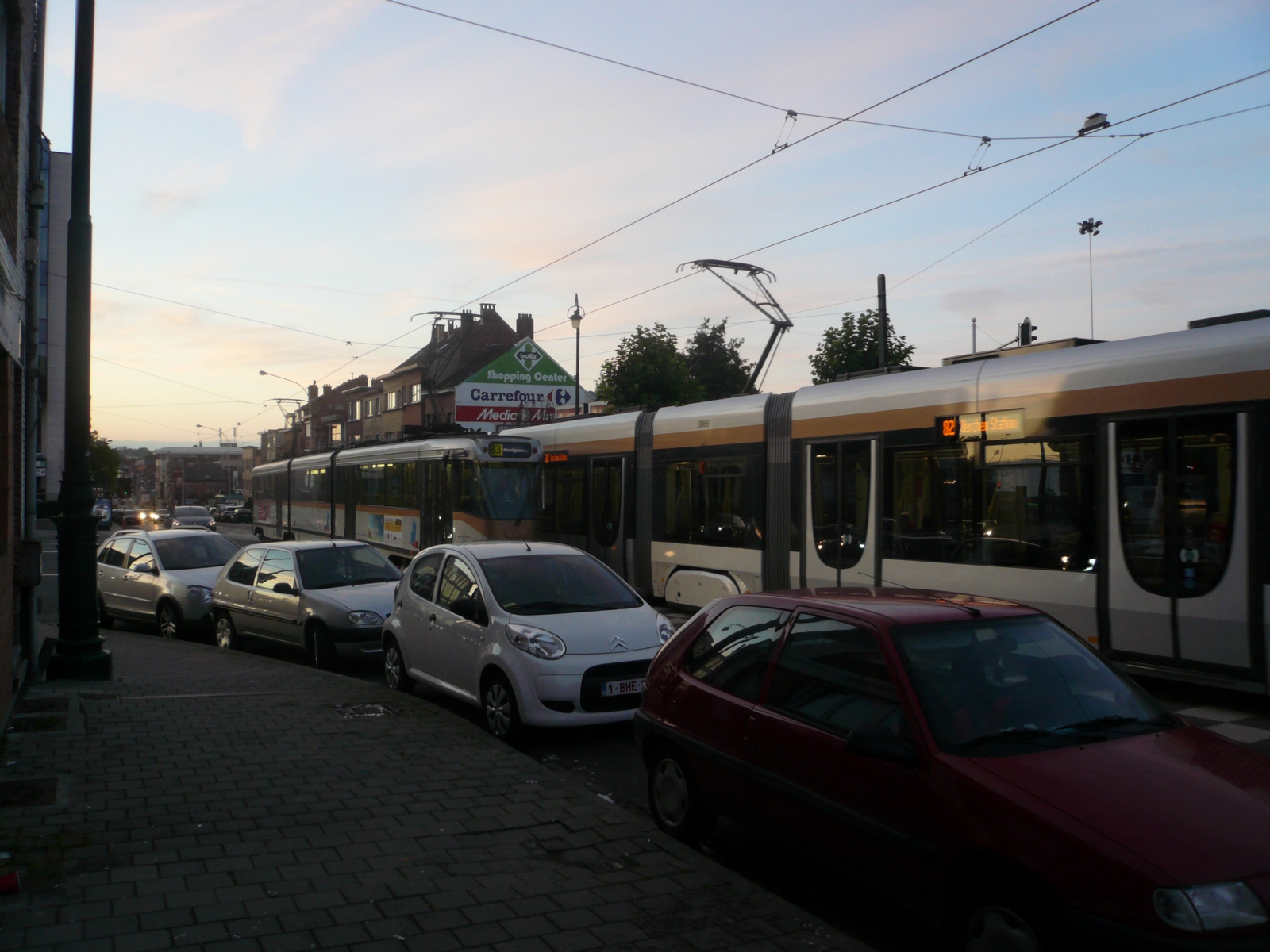
Jusqu'en 2021 à partir de 20h, la ligne 82 circule uniquement entre Berchem Station et la gare du Midi, le tronçon entre la gare du midi et Drogenbos Château étant repris par la ligne 32

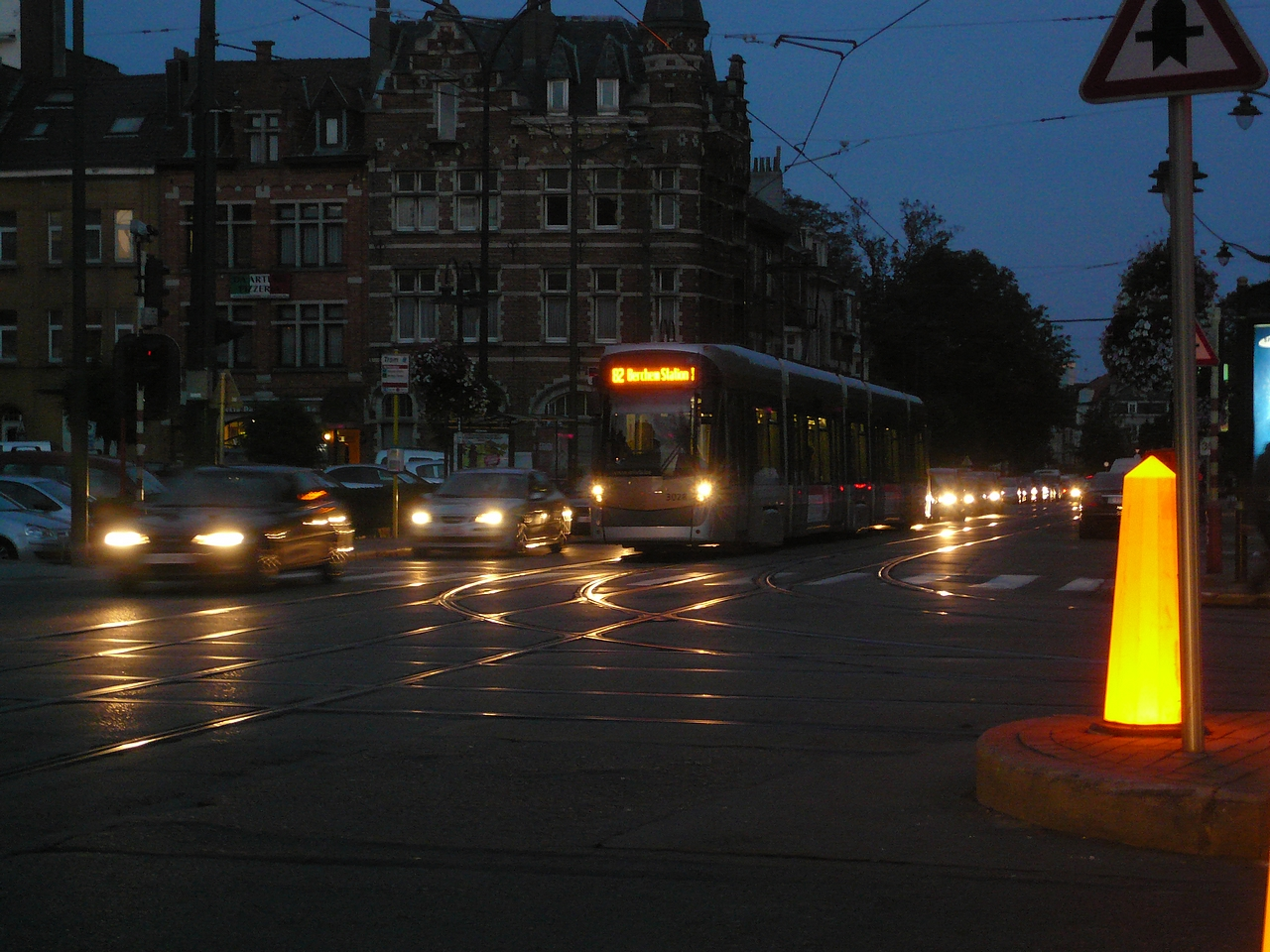
Avant le 23 février 2015 le tram 82 ne circulait pas en soirée après 20H, le dernier 82 de la journée, ici à l'arrêt Schweitzer, se dirige vers le terminus Berchem Station.

|  |   |  | Stations                | Lat/Long                    | Type     | Communes              | Correspondances                                                                           |
|  | - |  | ----------------------- | --------------------------- | -------- | --------------------- | ----------------------------------------------------------------------------------------- |
|  | ● |  | Gare de Berchem         | 50° 52′ 21″ N, 4° 17′ 24″ E |          | Berchem-Sainte-Agathe | (B) · (83) · (87) · (N16)                                                                 |
|  | ○ |  | Berchem Shopping        | 50° 52′ 12″ N, 4° 17′ 30″ E |          | Berchem-Sainte-Agathe | (B) · (87) · (N16)                                                                        |
|  | ○ |  | Alcyons                 | 50° 52′ 04″ N, 4° 17′ 37″ E |          | Berchem-Sainte-Agathe |                                                                                           |
|  | ○ |  | Schweitzer              | 50° 51′ 52″ N, 4° 17′ 49″ E |          | Berchem-Sainte-Agathe | (T) · (9) · (B) · (20) · (N16)                                                            |
|  | ○ |  | Genot                   | 50° 51′ 44″ N, 4° 18′ 02″ E |          | Berchem-Sainte-Agathe | (B) · (20)                                                                                |
|  | ○ |  | Van Zande               | 50° 51′ 38″ N, 4° 18′ 20″ E |          | Molenbeek-Saint-Jean  |                                                                                           |
|  | ○ |  | Cimetière de Molenbeek  | 50° 51′ 32″ N, 4° 18′ 43″ E |          | Molenbeek-Saint-Jean  | (B) · (49) · (53)                                                                         |
|  | ○ |  | Karreveld               | 50° 51′ 28″ N, 4° 19′ 06″ E |          | Molenbeek-Saint-Jean  | (B) · (20)                                                                                |
|  | ○ |  | Mennekens               | 50° 51′ 18″ N, 4° 18′ 57″ E |          | Molenbeek-Saint-Jean  |                                                                                           |
|  | ○ |  | Joseph Baeck            | 50° 51′ 06″ N, 4° 19′ 01″ E |          | Molenbeek-Saint-Jean  | (B) · (86) · (87)                                                                         |
|  | ○ |  | Gare de l'Ouest         | 50° 50′ 56″ N, 4° 19′ 17″ E |          | Molenbeek-Saint-Jean  | (M) · (1) · (2) · (5) · (6) · (B) · (86)                                                  |
|  | ○ |  | Quatre-Vents            | 50° 50′ 57″ N, 4° 19′ 33″ E |          | Molenbeek-Saint-Jean  | (B) · (86)                                                                                |
|  | ○ |  | Duchesse de Brabant     | 50° 50′ 59″ N, 4° 19′ 51″ E |          | Molenbeek-Saint-Jean  | (B) · (86) · (89)                                                                         |
|  | ○ |  | Triangle                | 50° 51′ 00″ N, 4° 20′ 05″ E |          | Molenbeek-Saint-Jean  | (B) · (89) · (N16)                                                                        |
|  | ○ |  | Arts et Métiers         | 50° 50′ 51″ N, 4° 20′ 17″ E |          | Bruxelles-ville       | (T) · (51)                                                                                |
|  | ○ |  | Porte d'Anderlecht      | 50° 50′ 42″ N, 4° 20′ 20″ E |          | Bruxelles-ville       | (T) · (51) · (B) · (46) · (N13)                                                           |
|  | ○ |  | Lemonnier               | 50° 50′ 24″ N, 4° 20′ 27″ E | Prémétro | Bruxelles-ville       | (T) · (4) · (10) · (51) · (B) · (N13)                                                     |
|  | ○ |  | Gare du Midi            | 50° 50′ 12″ N, 4° 20′ 15″ E |          | Saint-Gilles          | (M) · (2) · (6) · (T) · (4) · (10) · (51) · (81) · (B) · (48) · (49) · (50) · (73) · (78) |
|  | ○ |  | Suède                   | 50° 50′ 03″ N, 4° 20′ 10″ E |          | Saint-Gilles          | (T) · (81) · (B) · (48) · (49) · (50)                                                     |
|  | ○ |  | Avenue du Roi           | 50° 49′ 53″ N, 4° 20′ 00″ E |          | Saint-Gilles          | (T) · (81) · (B) · (48) · (49) · (50)                                                     |
|  | ○ |  | Imprimerie              | 50° 49′ 46″ N, 4° 19′ 48″ E |          | Forest                | (B) · (49) · (50)                                                                         |
|  | ○ |  | Orban                   | 50° 49′ 37″ N, 4° 19′ 39″ E |          | Forest                | (B) · (49) · (50)                                                                         |
|  | ○ |  | Wiels                   | 50° 49′ 27″ N, 4° 19′ 35″ E |          | Forest                | (T) · (97) · (B) · (49) · (50) · (N12)                                                    |
|  | ○ |  | Union                   | 50° 49′ 12″ N, 4° 19′ 32″ E |          | Forest                | (T) · (97) · (B) · (52) · (N12)                                                           |
|  | ○ |  | Châtaignes              | 50° 49′ 02″ N, 4° 19′ 31″ E |          | Forest                | (T) · (97) · (B) · (N12)                                                                  |
|  | ○ |  | Zaman - Forest National | 50° 48′ 50″ N, 4° 19′ 30″ E |          | Forest                | (T) · (97) · (B) · (N12)                                                                  |
|  | ○ |  | Monaco                  | 50° 48′ 46″ N, 4° 19′ 23″ E |          | Forest                | (T) · (97) · (B) · (N12)                                                                  |
|  | ○ |  | Forest Centre           | 50° 48′ 42″ N, 4° 19′ 08″ E |          | Forest                | (T) · (97) · (B) · (50) · (52) · (54) · (74) · (N12)                                      |
|  | ○ |  | Saint-Denis             | 50° 48′ 37″ N, 4° 19′ 04″ E |          | Forest                | (T) · (97) · (B) · (50) · (52) · (54) · (74) · (N12)                                      |
|  | ○ |  | Max Waller              | 50° 48′ 23″ N, 4° 18′ 51″ E |          | Forest                | (T) · (97) · (B) · (50) · (N12)                                                           |
|  | ○ |  | Bempt                   | 50° 48′ 09″ N, 4° 18′ 58″ E |          | Forest                | (T) · (97) · (B) · (50) · (N12)                                                           |
|  | ○ |  | Neerstalle              | 50° 48′ 04″ N, 4° 19′ 03″ E |          | Forest                | (T) · (97) · (B) · (50) · (N12)                                                           |
|  | ○ |  | Merlo                   | 50° 47′ 56″ N, 4° 19′ 10″ E |          | Uccle                 | (T) · (97) · (B) · (N12)                                                                  |
|  | ○ |  | Carrefour Stalle        | 50° 47′ 46″ N, 4° 19′ 16″ E |          | Uccle                 | (T) · (4) · (97) · (B) · (75) · (N12)                                                     |
|  | ○ |  | Keyenbempt              | 50° 47′ 36″ N, 4° 19′ 13″ E |          | Uccle                 |                                                                                           |
|  | ○ |  | Rodts                   | 50° 47′ 27″ N, 4° 19′ 04″ E |          | Drogenbos             |                                                                                           |
|  | ○ |  | Grand'Route             | 50° 47′ 15″ N, 4° 19′ 03″ E |          | Drogenbos             |                                                                                           |
|  | ● |  | Drogenbos Château       | 50° 47′ 09″ N, 4° 19′ 05″ E |          | Drogenbos             |                                                                                           |

## Exploitation
La ligne est exploitée par la STIB. Jusqu’au 1er septembre 2021, elle fonctionne, environ entre 5 h et 20 hsur toute la ligne. À partir de 20h, elle est limitée au tronçon Gare du Midi - Berchem Station. Le tronçon Drogenbos Château - Gare du Midi est assuré par la ligne 32.
Depuis le 1er septembre 2021, elle est exploitée sur l’ensemble de son trajet toute la journée à la suite de la suppression de la ligne 32.
Elle est exploitée tous les jours. Les tramways rallient Berchem Station à Drogenbos Château en environ 55 minutes.

### Matériel roulant
- Automotrices PCC 7700/7800 ;
- Automotrices T3000, depuis le 1er septembre 2011 ;
- Automotrices T3200, depuis janvier 2024.

### Fréquence
Les temps de parcours sont donnés à titre indicatif à partir du site de la STIB.
- En journée, jusqu'à 20 heures :
  - Du lundi au vendredi: C'est un tram toutes les 6 minutes en heure de pointe et toutes les 8 minutes en heure creuse sur la totalité du tracé
    - Petites vacances scolaires : C'est un tram toutes les 7 minutes 30 en heure de pointe sur la totalité du tracé et en heure creuse entre Gare du Midi et Drogenbos Château, et toutes les 12 minutes entre Gare de l'Ouest et Berchem Station en heure creuse.
    - Grandes vacances : C'est un tram toutes les 8 minutes en heure de pointe et toutes les 12 minutes en heure creuse sur la totalité du tracé.

  - Les samedis: c'est un tram toutes les 10 en journée et ensuite toutes les 15 minutes.
  - Les dimanches, c'est un tram toutes les 12 minutes l'après-midi et toutes les 15 minutes en journée.
- En soirée, c'est un tram toutes les 15 minutes entre Gare du Midi et Berchem Station.

### Films de destination
À l'occasion de la déviation vers Drogenbos, elle abandonne la couleur orange pour adopter un bleu clair rappelant celui du 52.

### Tarification et financement
La tarification de la ligne est identique à celles des autres lignes (hors cas de la desserte de l'aéropport) exploitées par la STIB et dépend soit des titres Brupass et Brupass XL permettant l'accès aux réseaux STIB, TEC, De Lijn et SNCB soit des titres propres à la STIB valables uniquement sur ses lignes.
Le financement du fonctionnement de la ligne, entretien, matériel et charges de personnel, est assuré par la STIB.